# Carpaneto Piacentino

Carpaneto Piacentino

Carpaneto Piacentino ist eine italienische Gemeinde (comune) mit 7717 Einwohnern (Stand 31. Dezember 2023) in der Provinz Piacenza in der Emilia-Romagna. Die Gemeinde liegt etwa 17 Kilometer südöstlich von Piacenza zwischen den Flüssen Nure und Arda.

## Geschichte
Erstmals urkundlich erwähnt wird der Ort 815 als Siedlung der Langobarden. 1216 wurde im Ortsteil Zena das Castell errichtet. Weitere Befestigungsanlagen (das Castello di Badagnano und das Castello di Olmeto) befinden sich im Ortsteil Badagnano.

## Persönlichkeiten
- Edoardo Amaldi (1908–1989), Nuklearphysiker